# Alabama Crimson Tide

Logo

Die University of Alabama hat 21 verschiedene Sportteams. Sowohl männliche als auch weibliche Teams werden als Crimson Tide („karminrote Flut“) bezeichnet. Die Crimson Tide nehmen an der NCAA Division I als ein Mitglied der Southeastern Conference in der West Division teil.
Die größten Rivalen der Alabama Crimson Tide sind die Tigers der Auburn University und die Volunteers der University of Tennessee. Die Rivalität mit Auburn ist besonders stark, da beide Teams in nahezu jeder Sportart jedes Jahr aufeinandertreffen. Laut Sports Illustrated und ESPN ist die Rivalität der Footballmannschaften von den Auburn Tigers und den Crimson Tide, der so genannte Iron Bowl, die zweitstärkste nach der Baseballrivalität der Boston Red Sox und der New York Yankees.
Andere große Rivalen sind die Mississippi State Bulldogs, die Louisiana State Tigers, die Ole Miss Rebels und die Georgia Bulldogs.

## Sportarten
Die Crimson Tide bieten folgende Sportarten an:
Männer
- American Football
- Baseball
- Basketball
- Crosslauf
- Golf
- Leichtathletik
- Leichtathletik in Hallen
- Schwimmen und Turmspringen
- Tennis

Frauen
- Basketball
- Crosslauf
- Gerätturnen
- Golf
- Fußball
- Leichtathletik
- Leichtathletik in Hallen
- Rudern
- Schwimmen und Turmspringen
- Softball
- Tennis
- Volleyball

## Football

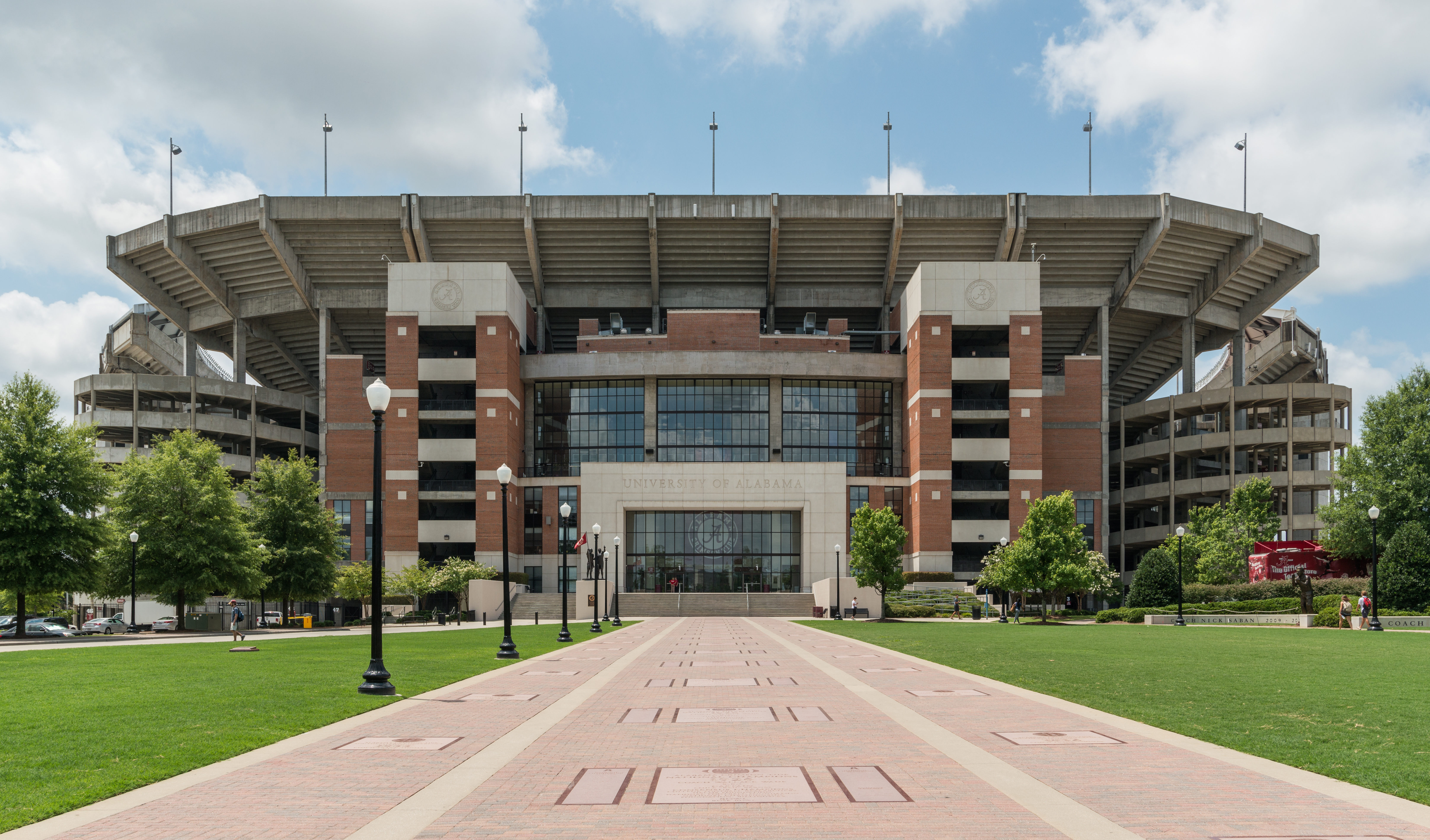
Bryant-Denny Stadium, das Footballstadion der Universität

Der Jurastudent der University of Alabama William G. Little erlernte an der Schule in Andover, Massachusetts, Football zu spielen und begann Anfang des Jahres 1892 Studenten der University of Alabama Football beizubringen. Später im Jahr formte die Universität ein offizielles Team aus 19 Spielern, mit Little als Kapitän und E. B. Beaumont als Head Coach. Seitdem hat die Footballabteilung der Alabama Crimson Tide 26 SEC Titel und 17 Nationale Meisterschaften gewonnen. Zusammen mit den 17 von der Universität ausgewiesenen Meisterschaften nennt die NCAA Alabama als Meister der Saisons 1945, 1966, 1967 und 1977. Diese Meisterschaften werden jedoch nicht von der Universität beansprucht.
Außerdem nahm das Team an 73 Bowls teil, beginnend mit dem Rose Bowl im Jahre 1926. Seit 1913 waren 140 Spieler der Crimson Tide All-Americans.
Im Januar 2024 wurde Kalen DeBoer zum neuen Head Coach der Crimson Tide ernannt, nachdem Nick Saban, der seit 2007 Head Coach war, in den Ruhestand getreten war. Unter Saban gewann Alabama sechsmal die nationale Meisterschaft (2009, 2011, 2012, 2015, 2017 und 2020). Dabei blieb das Team in den Spielzeiten 2009 und 2020 ungeschlagen. Mit Mark Ingram Jr. 2009, Derrick Henry 2015, DeVonta Smith 2020 und Bryce Young 2021 stellte Alabama viermal den Gewinner der Heisman Trophy.

## Basketball der Männer
Das Basketballprogramm der Männer wurde fast die ganze Zeit des Bestehens von dem Footballteam überschattet. Jedoch hat das Programm sich innerhalb von mehreren Jahren etabliert, bis es im Jahr 2002 im nationalen Ranking auf Platz eins war. Die University of Alabama ist nun ein regelmäßiger Titelanwärter, sowohl in der Conference, als auch national, dies war auch schon in den 1980er Jahren unter Trainer Wimp Sanderson der Fall. Unter dem jetzigen Head Coach und früherem Point Guard Mark Gottfried verbesserte sich das Team der Crimson Tide innerhalb von sechs aufeinander folgenden Jahren so stark, dass es nun zu den Elite Eight der NCAA gehört.
2005 erlitt das Basketballteam einen leichten Rückschlag, als es in der ersten Runde der Playoffs gegen Underdog Milwaukee verlor. Milwaukee wurde von Bruce Pearl, später Head Coach von Tennessee und Auburn, angeführt.

## Baseball
Das Baseballteam der Crimson Tide ist traditionell sehr stark. Alabama hat die meisten SEC Titel, zusammen mit der LSU, mit insgesamt 14 Regular-Season-Titeln.
Das Baseballteam der Crimson Tide war fünfmal in der NCAA College World Series (1950, 1983, 1996, 1997, 1999).
Heimspiele werden im Sewell-Thomas Stadium gespielt.